# Necrosis licuefactiva
La necrosis licuefactiva (o necrosis colicuativa) es un tipo de necrosis que resulta en una transformación del tejido a una masa viscosa líquida.  A menudo  está asociada con infecciones focales bacterianas o fúngicas, y también puede presentarse como uno de los síntomas de una quemadura química interna. En la necrosis licuefactiva, la célula afectada se digiere completamente por enzimas hidrolíticas, que da lugar a lesiones circunscritas, blandas formadas por pus y restos líquidos de tejido necrótico.  Los leucocitos muertos permanecen como pus amarillo y cremoso. Tras la eliminación del detritus celular por los glóbulos blancos un fluido rellena el espacio residual. Generalmente está asociada con la formación de abscesos y generalmente aparece en el sistema nervioso central.

## En el cerebro
Debido a la excitotoxicidad, la muerte por hipoxia de las células dentro del sistema nervioso central pueden dar lugar a necrosis licuefactiva. Este es un proceso  en el que los lisosomas degradan los tejidos convirtiéndolos en pus debido a la liberación de enzimas lisosomales digestivas. La pérdida de arquitectura del tejido significa que el tejido puede ser licuado. Este proceso no está asociado con infección o acción bacteriana. Finalmente, en un paciente vivo la mayor parte de las células necroticas y sus contenidos desaparecen.
El área afectada es blanda con el centro licuado conteniendo detritus necrótico. Más tarde, se forma una pared quística.
Microscópicamente, el espacio quístico contiene restos necróticos celulares y macrófagos llenos de material fagocitado. La pared del quiste está formada por la proliferación de capilares, células inflamatorias, y gliosis (proliferando de células  gliales) en el caso de cerebro y fibroblastos proliferantes en el caso de cavidades abscesificadas. Las células del cerebro tienen una gran cantidad de enzimas digestivas (hidrolasas). Estos enzimas causan que el tejido neuronal se vuelva blando y líquido.

## En el pulmón
La necrosis licuefactiva también puede encontrarse en el pulmón, especialmente en el contexto de un absceso pulmonar.

## Infección
La necrosis licuefactiva también puede aparecer en ciertas infecciones. Los neutrófilos, mientras combaten bacterias, liberan enzimas hidrolíticas que también atacan los tejidos circundantes.